# Улица Николая Рериха (Москва)
Улица Николая Рериха — улица в районе Сокол Северного административного округа города Москвы. Расположена между Волоколамским шоссе и Малым Песчаным переулком.
Улица образовалась в середине 1950-х годов во время застройки бывшего подмосковного села Всехсвятского. 25 октября 2016 года получила название улица Николая Рериха — в честь русского художника Николая Константиновича Рериха (1874—1947).

## История
Местность, по которой проходит улица Николая Рериха, ранее относилась к подмосковному селу Всехсвятскому. К началу XX века примерно на этом месте находился 2-й Таракановский переулок, названный так по протекающей рядом речке Таракановке. В начале 1920-х годов к югу от переулка был построен кооперативный посёлок «Сокол». Перед войной у западной стороны переулка были построены теплицы.
В 1950-х годах в районе началось многоэтажное жилищное строительство. В 1952—1955 годах здесь были построены жилой дом Министерства строительства предприятий машиностроения СССР (№ 1) и здание проектных организаций, образующие единый комплекс. Вдоль восточной стороны этого комплекса, вместо ликвидированного 2-го Таракановского переулка, был проложен новый проезд, соединяющий Волоколамское шоссе с Малым Песчаным переулком. Он получил название Проектируемый проезд № 1056.

## Присвоение названия
В августе 2016 года на заседании межведомственной комиссии по наименованию территориальных единиц, улиц, станций метрополитена, организаций и других объектов города Москвы было принято решение о присвоении проезду между Волоколамское шоссе и Малым Песчаным переулком имени русского художника Николая Константиновича Рериха (1874—1947). Данное решение было связано с тем, что в расположенном рядом посёлке «Сокол» улицы названы именами русских художников: Сурикова, Серова, Шишкина, Брюллова, Венецианова, Верещагина, Крамского, Кипренского, Саврасова и Поленова. Известно также, что в 1926 году Николай Рерих был в посёлке «Сокол» в гостях у писательницы А. Ю. Макаровой.
25 октября 2016 года на заседании президиума городского правительства название улица Николая Рериха было утверждено.